# Xwla (peuple)
Pour les articles homonymes, voir Xwla.
Les Xwlà (Pla ou Popo) sont une population vivant principalement dans les régions côtières du Bénin, dans les départements du Mono, de l'Atlantique et de l'Ouémé, mais également de l'autre côté de la frontière, au sud du Togo.

## Population
Lors du recensement de 1992 au Bénin, la population xwla a été estimée à 61 630 personnes. D'autres sources confirment que le nombre total semble se situer entre 60 000 et 65 000. 
Les Xwla sont principalement animistes (vaudou), mais quelques-uns sont chrétiens ou musulmans.

Communauté xwla à Hévé (Mono)
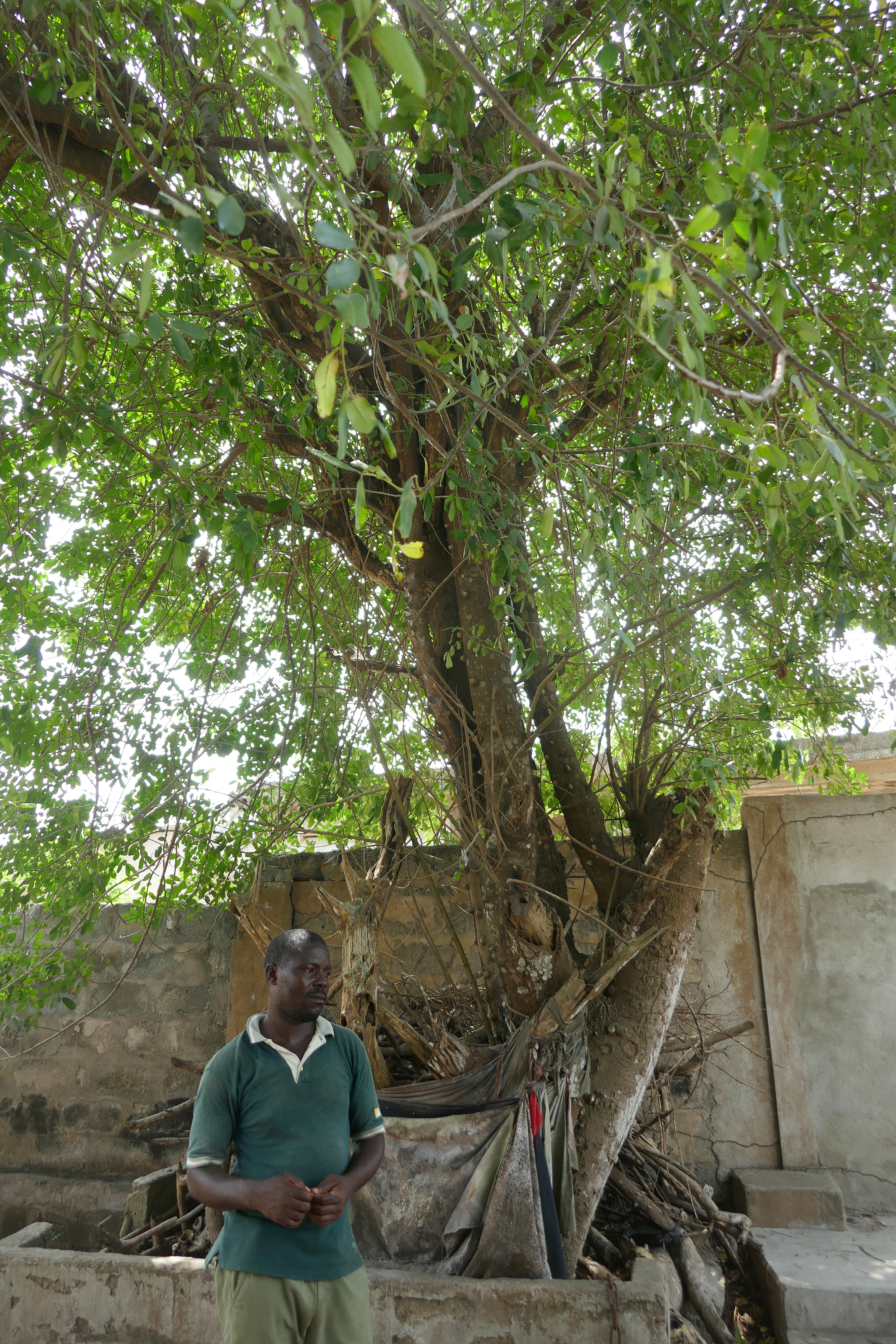
Iroko sacré
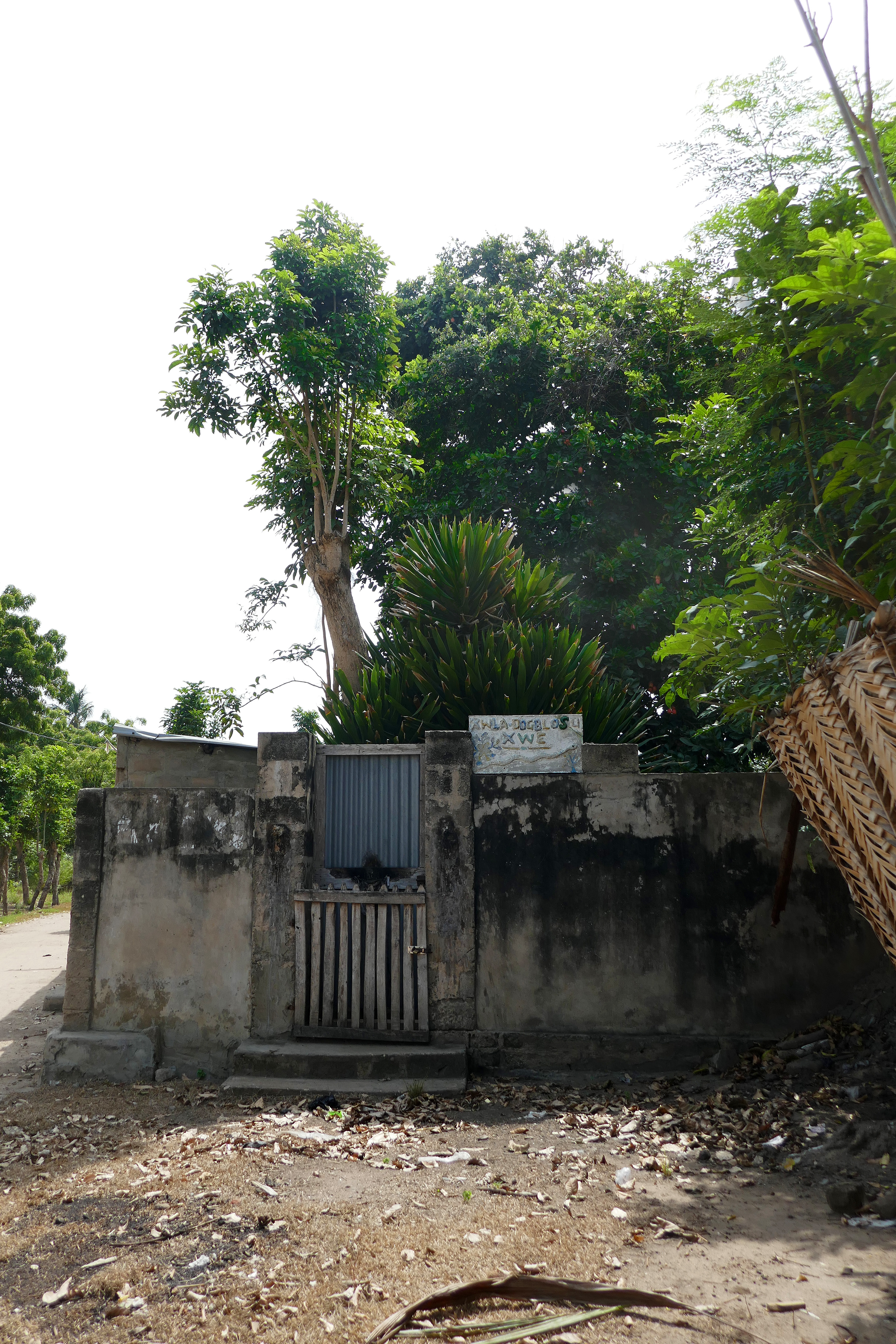
Couvent Dogblossou
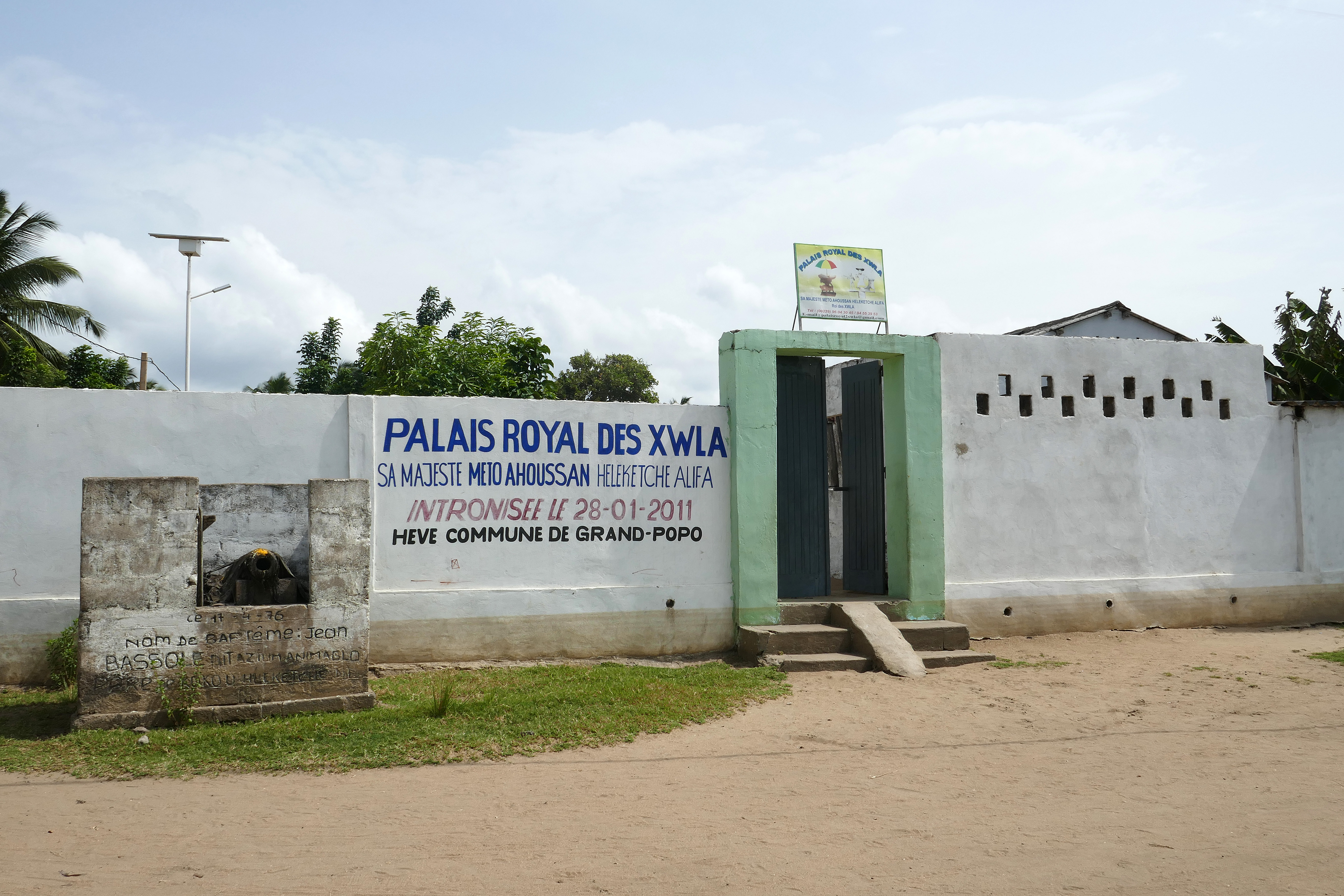
Palais royal
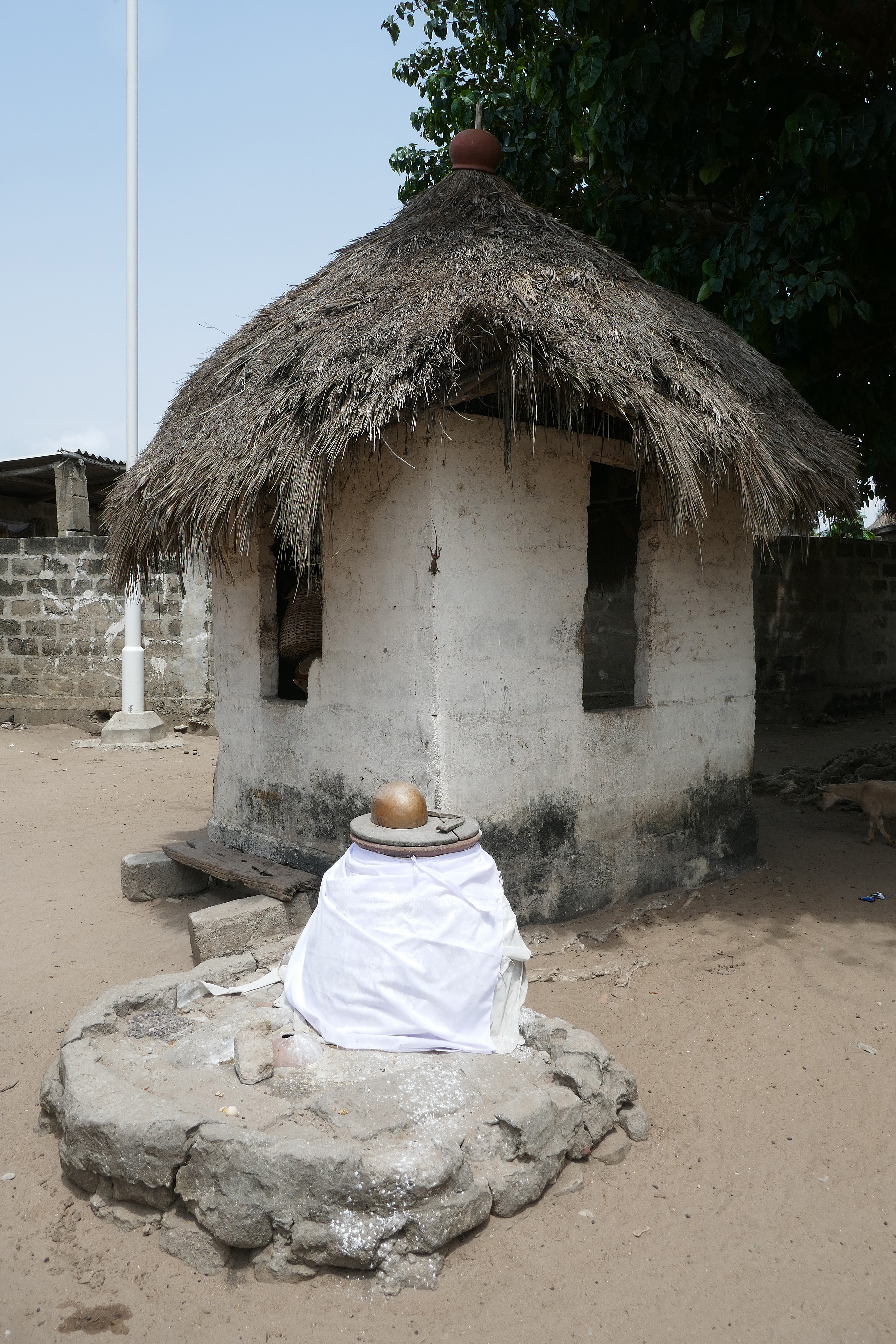
Petit temple vaudou
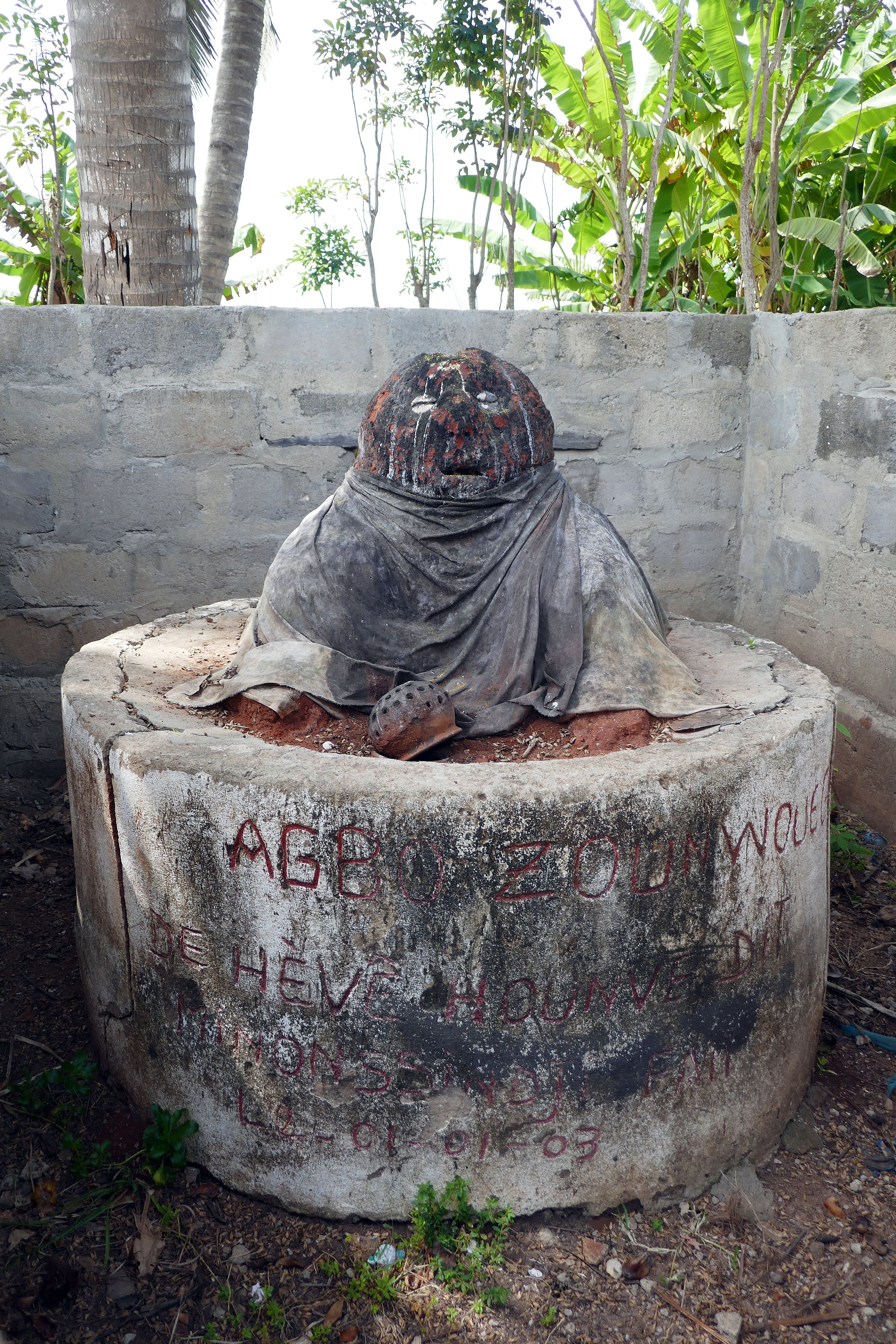
Divinité vaudou

## Langues
Ils parlent le xwla (pla o popo), une langue gbe, mais peuvent échanger également en fon, gen ou gun.